# Kraniá (ort i Grekland, Thessalien, Nomós Larísis)
Kraniá är en ort i Grekland.   Den ligger i prefekturen Nomós Larísis och regionen Thessalien, i den centrala delen av landet, 240 km norr om huvudstaden Aten. Kraniá ligger 605 meter över havet och antalet invånare är 275.
Terrängen runt Kraniá är bergig söderut, men norrut är den kuperad. Runt Kraniá är det glesbefolkat, med 14 invånare per kvadratkilometer. Närmaste större samhälle är Litóchoro, 19,9 km norr om Kraniá. I omgivningarna runt Kraniá växer i huvudsak blandskog.